# Opharus roseistrigata
Opharus roseistrigata är en fjärilsart som beskrevs av William Schaus 1910. Opharus roseistrigata ingår i släktet Opharus och familjen björnspinnare. Inga underarter finns listade i Catalogue of Life.